# Давиньяк
Давинья́к (фр. Davignac, окс. Davinhac) — коммуна во Франции, находится в регионе Лимузен. Департамент — Коррез. Входит в состав кантона Меймак. Округ коммуны — Юссель.
Код INSEE коммуны — 19071.
Коммуна расположена приблизительно в 380 км к югу от Парижа, в 80 км юго-восточнее Лиможа, в 36 км к северо-востоку от Тюля.

## Население
Население коммуны на 2008 год составляло 249 человек.
| 1962 | 1968 | 1975 | 1982 | 1990 | 1999 | 2008 |
| ---- | ---- | ---- | ---- | ---- | ---- | ---- |
| 355  | 360  | 307  | 279  | 289  | 272  | 249  |

## Администрация
| Период | Период | Фамилия          | Партия                              | Примечания |
| ------ | ------ | ---------------- | ----------------------------------- | ---------- |
| 1965   | 1999   | Жозеф Лакассань  | Французская коммунистическая партия |            |
| 2000   | 2008   | Патрик Борда     | Французская коммунистическая партия |            |
| 2008   |        | Даниель Карамино | Французская коммунистическая партия |            |

## Экономика
В 2007 году среди 151 человека в трудоспособном возрасте (15-64 лет) 113 были экономически активными, 38 — неактивными (показатель активности — 74,8 %, в 1999 году было 64,4 %). Из 113 активных работали 103 человека (61 мужчина и 42 женщины), безработных было 10 (5 мужчин и 5 женщин). Среди 38 неактивных 10 человек были учениками или студентами, 14 — пенсионерами, 14 были неактивными по другим причинам.

## Достопримечательности
- Церковь Сен-Сатюрнен (XIX век). Памятник истории с 1991 года[7]

## Фотогалерея

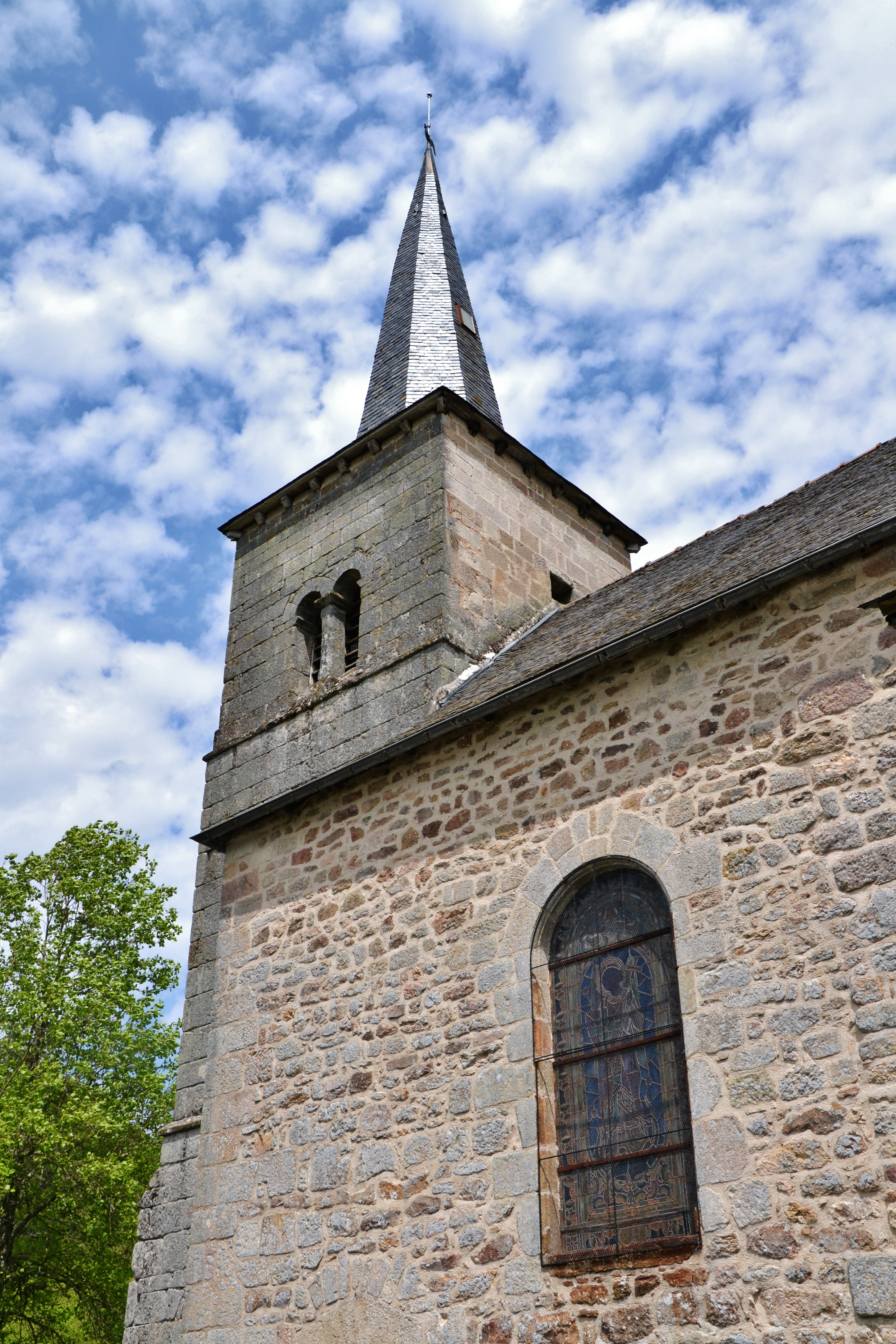
Церковь
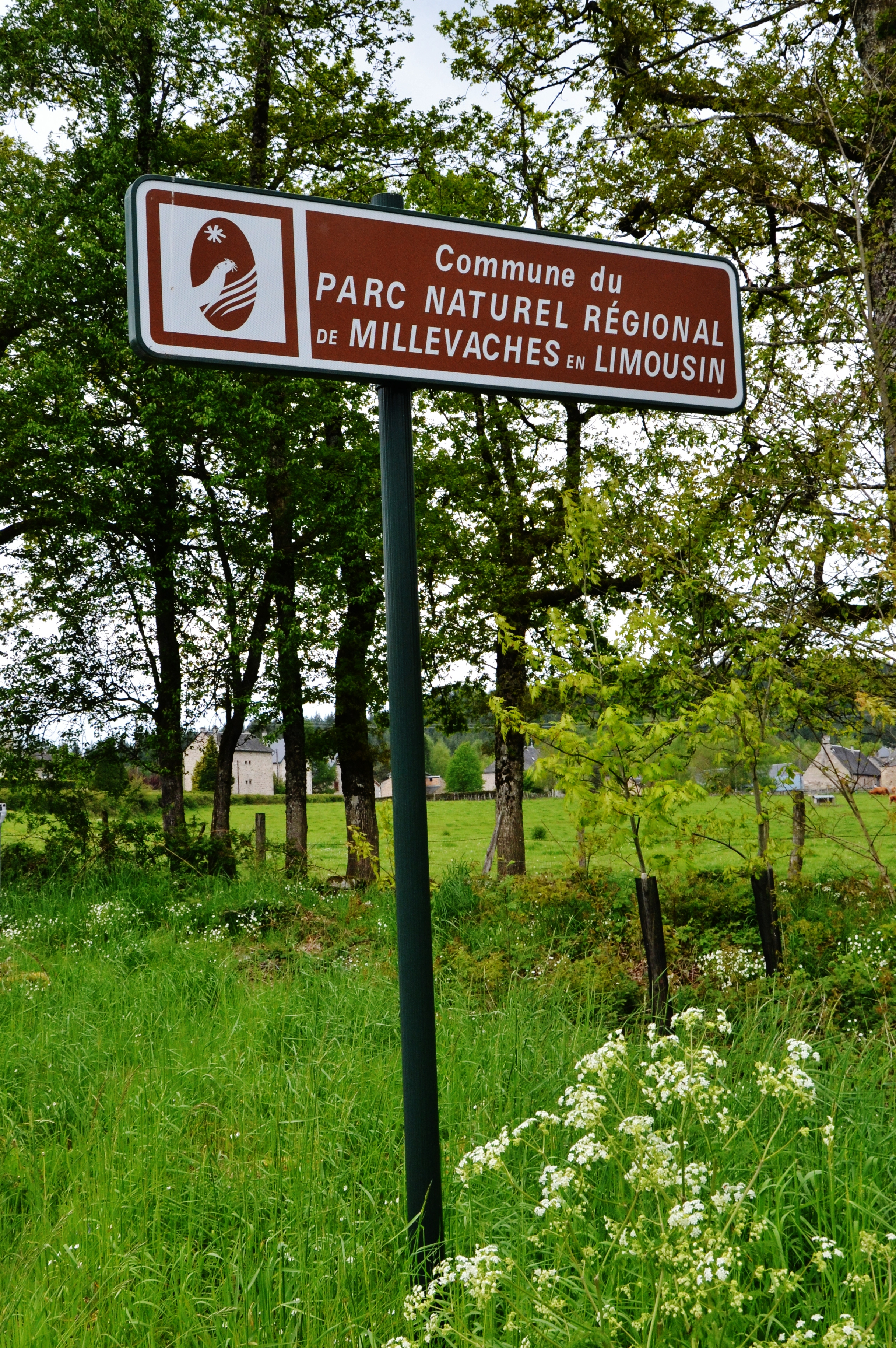
Знак, указывающий вход в региональный природный парк Мильваш
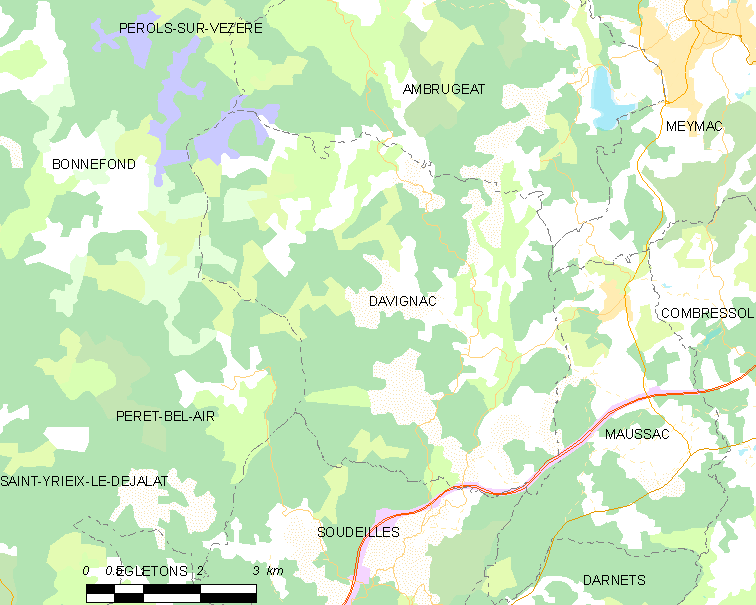
Карта коммуны